# Félix Malloum
Félix Malloum, né le 10 septembre 1932 à Fort-Archambault (Tchad, actuellement Sarh) et mort le 12 juin 2009 à Neuilly-sur-Seine (France), est un officier et homme d’État tchadien.
Il est président de la République du Tchad entre 1975 et 1979.

## Biographie
D'ethnie sara, précisément mbaye, Félix Malloum NGakoutou Bey-Ndi est né le 10 septembre 1932 à Fort-Archambault, actuel Sarh, il est le fils de Ngakoutou et de Toudjoum. Après ses études primaires, il est admis en 1947 au Centre pédagogique de Bongor, mais son goût précoce pour le métier des armes l'amène à passer le concours d’entrée à l'École des Enfants de troupe Général-Leclerc de Brazzaville où il est admis.
Titulaire d'un BEPC en 1949, il fait son entrée en service dans l'armée française le 9 juillet 1951 comme engagé volontaire et affecté au Bataillon Congo-Océan.
En 1952, le sergent Malloum embarque de Pointe-Noire pour le Centre de formation des troupes de marine de Fréjus, en France. En janvier 1953, c’est le départ pour l’Indochine.
De 1953 à 1955, il a servi aux confins du Nord Viêt Nam et notamment à Phong Yeng, Vietri et Hanoï, où se déroulèrent les combats les plus meurtriers du Delta de Tonkin.
Après un congé de fin de Campagne, Malloum est affecté à Abéché où il sert d'octobre 1955 à janvier 1957, puis en zone d'outre mer no 2 de l'Afrique-Équatoriale française - Cameroun.
Promu au grade de sergent-chef, il est reçu au concours d’entrée à l'école des officiers de Fréjus. Après deux ans de formation, il en sort en juillet 1959 major de sa promotion.
Nommé sous-lieutenant le 1er octobre 1959, il entre la même année à l'École d'application de Saint-Maixent.
Major des officiers étrangers à la sortie, il opte pour l’arme de choc : les parachutistes.
En 1962, il est reversé dans la jeune armée tchadienne avec le grade de capitaine. Dès lors, il gravit rapidement les échelons de la hiérarchie militaire. C’est ainsi qu’il est promu au grade de colonel le 1er octobre 1968 et à celui de général le 1er janvier 1973.
Au cours de sa carrière, il a occupé plusieurs postes de responsabilité. Il a été successivement :
- Commandant de Groupement et d'Instruction
- Commandant de compagnie
- Chef de bureau emploi
- Commandant des opérations au Kanem, au Guéra et au Chari Baguirmi
- Chef du Cabinet militaire à la Présidence de la République
- Chef d'état-major de l'Armée nationale tchadienne[1]
- Commandant en chef des Forces armées tchadiennes le 1er septembre 1972.

Accusé de « complot », le général Malloum est arrêté le 24 juin 1973 et libéré le 13 avril 1975 à la suite d'un coup d'État militaire, à la faveur duquel il est désigné président du Conseil supérieur militaire (CSM), organe suprême chargé de diriger le pays, puis chef de l'État quelques mois plus tard,.
Son régime est marqué par une instabilité politique et des guerres entre plusieurs groupes armés. Provenant du sud du pays, des pressions subsistaient pour qu'il inclue au sein de son gouvernement des personnes provenant du nord. Face aux remous politico-militaires imprévisibles et dramatiques qu'a connus le pays à partir du 12 février 1979, le président Malloum se retire définitivement de la scène politique et s’exile au Nigeria. Il est chassé du pouvoir par les troupes armées associées à son Premier ministre, Hissène Habré.
Le 31 mai 2002, après vingt-trois ans d'exil, le général Malloum regagne le pays pour y jouer un rôle de sage aux côtés du président Idriss Déby Itno, il bénéficie à ce moment des privilèges habituellement accordés aux anciens présidents.
Il meurt le 12 juin 2009 des suites d'un arrêt cardiaque, à l'hôpital américain de Neuilly, en France, laissant derrière lui une veuve et onze orphelins.

## Décorations
Félix Malloum a été décoré, entre autres, des distinctions suivantes :
- Commandeur de l'ordre national du Tchad
- Commandeur de l'ordre du mérite civique du Tchad
- Croix du mérite militaire du Tchad avec palme d'or